# Mount Simsarian
Mount Simsarian ist ein großer Berg im westantarktischen Marie-Byrd-Land. Er ragt aus der Ostseite des Michigan-Plateau unmittelbar südlich des Kopfendes des Gardiner-Gletschers auf.
Der United States Geological Survey kartierte ihn anhand eigener Vermessungen und Luftaufnahmen der United States Navy aus den Jahren von 1960 bis 1964. Das Advisory Committee on Antarctic Names benannte ihn 1967 nach James Simsarian, Leiter der Abteilung für internationale Wissenschaften und technische Angelegenheiten im Außenministerium der Vereinigten Staaten.